# أنجيلا هاركنيس
أنجيلا هاركنيس هي مجرمة إيرانية، ولدت في 1976 في طهران في إيران.